# Tiếng Hachijō

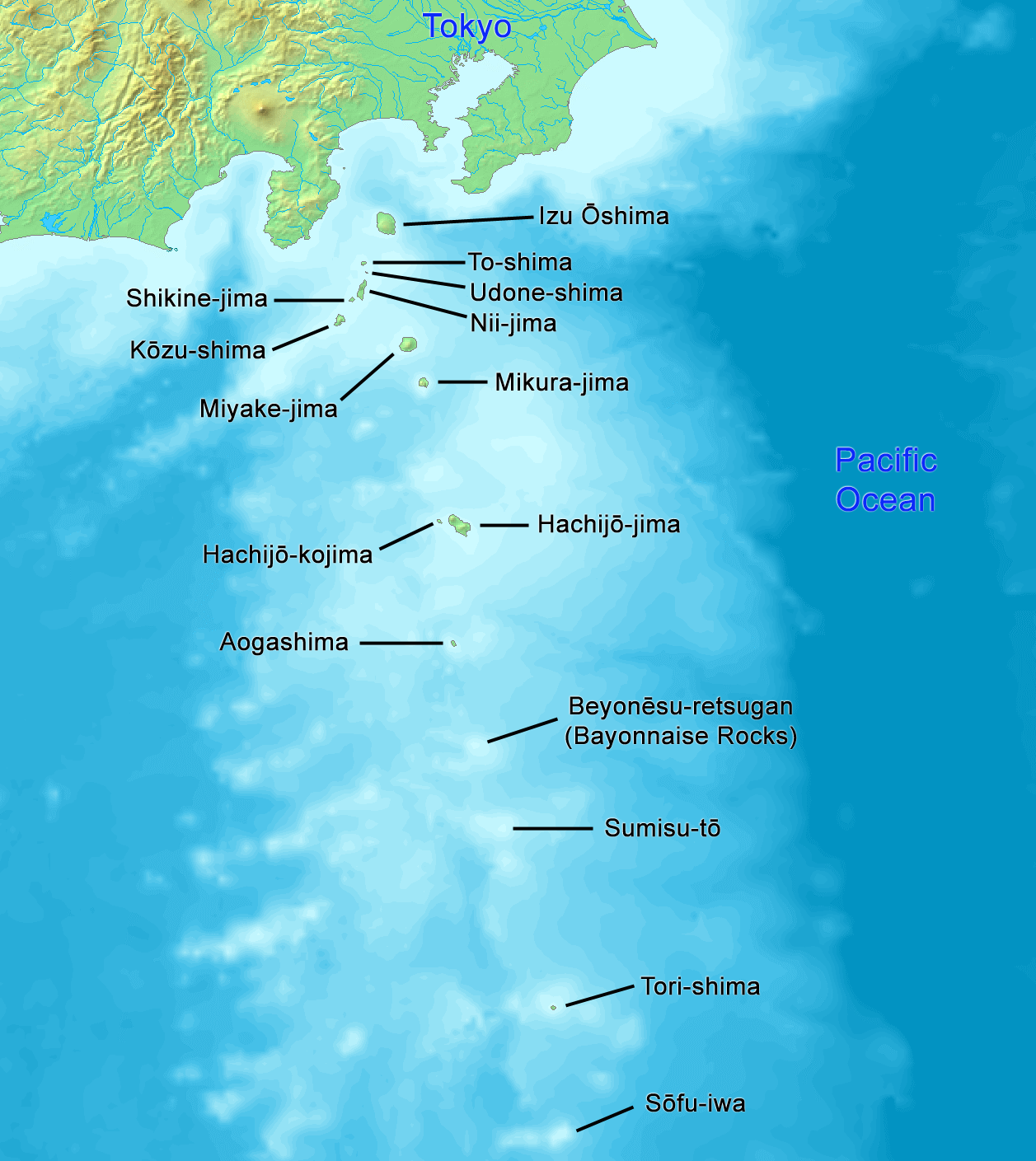
Vị trí quần đảo Izu

Cụm phương ngữ nhỏ Hachijō có thể được coi là dạng tiếng Nhật khác biệt nhất hoặc một ngôn ngữ riêng biệt, tồn tại song song với tiếng Nhật. Tiếng Hachijō hiện có mặt trên hai đảo thuộc quần đảo Izu nằm về phía nam Tokyo là Hachijō-jima và Aogashima nhỏ hơn, cũng như trên quần đảo Daitō của tỉnh Okinawa (nơi người dân từ Hachijō-jima đến định cư vào thời kỳ Minh Trị). Trước đây nó cũng có mặt trên Hachijō-kojima mà ngày nay đã bỏ hoang. Dựa trên mức độ thông hiểu với tiếng Nhật, có thể coi tiếng Hachijō là một ngôn ngữ riêng rẽ.
Tiếng Hachijō giữ gìn một số đặc điểm ngữ pháp của tiếng Nhật Thượng đại miền Đông (Thượng đại Đông quốc Phương ngôn) ghi nhận trong Vạn Diệp Tập thế kỷ VIII. Ngoài ra, còn có thể nhận ra nét tương đồng từ vựng với phương ngữ Kyushu hay cả với các ngôn ngữ Lưu Cầu; chưa rõ điều này là do cư dân miền nam quần đảo Izu đến từ các địa phương trên, do tiếng nói của dân đi biển phát tán hay do chúng đơn bản là từ vựng thừa hưởng ngôn ngữ tiền thân, đã mất đi trong tiếng Nhật chuẩn.
Tiếng Hachijō là một ngôn ngữ bị đe doạ với đại bộ phận người nói đã lớn tuổi. Tuy nhiên, từ năm 2009, thành phố Hachijō đã có nỗ lực truyền bá tiếng Hachijō cho thế hệ trẻ thông qua lớp dạy ngôn ngữ, karuta, cùng các hoạt độ sân khấu tiếng Hachijō.

## Phân loại và phương ngữ
Các phương ngữ tiếng Hachijō có thể được chia ra làm tám nhóm theo từng làng trên phó tỉnh Hachijō. Trên Hachijō-jima, có Ōkagō, Mitsune, Nakanogō, Kashitate, Sueyoshi; trên Hachijō-kojima, từng có Utsuki và Toriuchi; rồi đến phương ngữ của ngôi làng trên Aogashima. Quần đảo Daitō có lẽ cũng có phương ngữ riêng, song việc thiếu hụt thông tin làm ta khó chắc chắn. Ōkagō và Mitsune có phương ngữ rất giống nhau, Nakanogō và Kashitate cũng vậy. John Kupchik và Sở Nghiên cứu Quốc ngữ Quốc lập (NINJAL) sắp xếp vị trí tiếng Hachijō như sau:
- Ngữ hệ Nhật Bản
  - Phân nhóm Nhật
    - Tiếng Nhật Thượng đại miền Đông
      - Tiếng Hachijō
        - Phương ngữ Ōkagō & Mitsune
        - Phương ngữ Nakanogō & Kashitate
        - Phương ngữ Sueyoshi

    - Tiếng Nhật Thượng đại miền Tây-Trung
      - Tiếng Nhật (hiện đại)

  - Phân nhóm Lưu Cầu

(Các phương ngữ khác không được NINJAL đặt trong tiếng Hachijō.)
Phương ngữ Aogashima và Utsuki vừa khá là khác nhau vừa khác với phần còn lại. Phương ngữ Aogashima có khối từ vựng khác biệt đáng kể cùng vài nét khác biệt ngữ pháp so với các phương ngữ khác. Trái lại, phương ngữ Utsuki lại có phần từ vựng giống phương ngữ Toriuchi và các phương ngữ trên Hachijō-jima, song lại trải qua vài biến âm đặc trưng như việc /ɾ/ và /s/ hợp nhất vào âm khác hay bị lược đi.
Các phương ngữ trên Hachijō-jima được gọi là "Thượng Phản" (上坂, trên sườn núi) hay "Hạ Phản" (下坂, dưới sườn núi). Làng Ōkagō và Mitsune là "Hạ Phản," còn Nakanogō, Kashitate, Sueyoshi là "Thượng Phản"—dù phương ngữ Sueyoshi không gần gũi hai phương ngữ "Thượng Phản" kia lắm.
Do không rõ tổng số người nói tiếng Hachijō, số người nói từng phương ngữ cũng không rõ. Khi Hachijō-kojima bị bỏ hoang vào năm 1969, một số người nói phương ngữ Utsuki và Toriuchi đã chuyển đến Hachijō-jima, song tiếng nói của họ đã có phần pha lẫn với của hai phương ngữ "Hạ Phản". Vào năm 2009, phương ngữ Toriuchi có chí ít một người nói, còn Utsuki có chí ít là năm người.

## Âm vị học
Giống tiếng Nhật chuẩn, âm tiết tiếng Hachijō có cấu trúc (C)(j)V(C): mỗi âm tiết nhất thiết phải có lõi nguyên âm V, còn phụ âm đầu, âm lướt /j/, phụ âm cuối /N/ hay /Q/ thì có thể có hoặc không. /Q/ chỉ có thể hiện diện ở giữa từ, lõi âm tiết V có thể là nguyên âm ngắn, nguyên âm dài hay nguyên âm đôi.
Âm lướt giữa âm tiết /j/ thể hiện sự vòm hoá phụ âm đứng trước nó, điều này làm thay đổi vị trí hay cách thức phát âm của một số phụ âm so với lúc chưa vòm hoá. Như trong tiếng Nhật, ta có thể phân tích sự thay đổi này là sự phân biệt giữa phụ âm vòm hoá và phi vòm hoá về mặt âm vị. Tuy vậy, theo góc nhìn liên phương ngữ và về hình thái học, có thể dễ dàng hơn nếu xem phụ âm vòm hoá là cụm C + /j/, như trong bài viết này, theo nghiên cứu của Kaneda (2001). Hơn nữa, khi một phụ âm đứng trước nguyên âm đơn /i/ hay nguyên âm đôi bắt đầu bằng /i/ thì nó cũng được vòm hoá như thể /j/ có hiện diện vậy.
Tiếng Hachijō có thể được viết bằng kana tiếng Nhật hay bằng chữ Latinh. Kiểu chữ Latinh trong bài này lấy theo Kaneda (2001), nhưng thay dấu nguyên âm dài ⟨ː⟩ bằng việc gấp đôi ký tự nguyên âm.

### Nguyên âm
Tất cả dạng tiếng Hachijō có năm nguyên âm đơn ngắn sau:
|      | Trước | Giữa | Sau |
| ---- | ----- | ---- | --- |
| Đóng | i     |      | u   |
| Vừa  | e     |      | o   |
| Mở   |       | a    |     |

Nguyên âm dài và nguyên âm đôi tiếng Hachijō biến thiên tuỳ theo phương ngữ. Tuy vậy, sự đối ứng giữa phương ngữ là tương đối rõ ràng:
| Bài viết này | ii | uu | aa | ee     | ei    | oo    | ou    |
| ------------ | -- | -- | -- | ------ | ----- | ----- | ----- |
| Kashitate    | ii | uu | aa | ia~jaa | ɪɪ~ee | oɐ    | ʊʊ~oo |
| Nakanogō     | ii | uu | aa | ea~jaa | ee    | oɐ    | oo    |
| Sueyoshi     | ii | uu | aa | ee     | ii    | aa    | oo    |
| Mitsune      | ii | uu | aa | ee~ei  | ei    | oo~ou | ou    |
| Ōkagō        | ii | uu | aa | ee     | ee    | oo    | oo    |
| Toriuchi     | ii | uu | aa | ee     | ee    | oo    | oo    |
| Utsuki       | ii | uu | aa | ee     | ɐi    | oo    | ɐu    |
| Aogashima    | ii | uu | aa | ee     | ei~ee | oo    | ɔu    |

1. ↑  Làm vòm hoá do /i/~/j/.[16]
2. ↑  Biến thiên tuỳ theo người nói, từ vựng. Khi là jaa thì gây vòm hoá, khi là ea thì không.[17]
3. 1 2  Mỗi nghiên cứu có ý kiến khác nhau về việc người nói phương ngữ Mitsune có phân biệt /ee/ với /ei/ và /oo/ với /ou/ hay không. Kaneda (2001) cho rằng người nói có phân biệt, còn NINJAL (1950) thì chỉ liệt kê /ei/ và /ou/ đối với phương ngữ Mitsune.[18][15]

### Phụ âm
Tiếng Hachijō có thệ thống phụ âm tương tự tiếng Nhật. Phần lớn phụ âm có thể đi với 5 nguyên âm và âm lướt /j/.
|               |               | Đôi môi      | Đầu lưỡi     | Đầu lưỡi     | Ngạc mềm     | Thanh quản   |
| ------------- | ------------- | ------------ | ------------ | ------------ | ------------ | ------------ |
| Mũi           | Mũi           | m            | n            | n            |              |              |
| Tắc / Tắc xát | vô thanh      | p            | t            | c t͡s         | k            |              |
| Tắc / Tắc xát | hữu thanh     | b            | d            | z d͡z         | g ɡ          |              |
| Xát           | Xát           |              | s            | s            |              | h            |
| Vỗ            | Vỗ            |              | r ɾ          | r ɾ          |              |              |
| Tiếp cận      | Tiếp cận      | w            | j            | j            |              |              |
| Mora đặc biệt | Mora đặc biệt | N /N/, q /Q/ | N /N/, q /Q/ | N /N/, q /Q/ | N /N/, q /Q/ | N /N/, q /Q/ |

1. ↑  Khi vòm hoá, các phụ âm đầu lưỡi n, t, d, c, z, s đổi vị trí phát âm từ chân răng sang vòm. Các âm tắc cũng trở thành âm tắc xát xuýt. Thay đổi thứ hai được thể hiện trong cách ký âm của Kaneda, với cj [t͡ɕ] và zj [d͡ʑ] thay cho tj và dj, v.v.[19][13]
2. 1 2  Khi đứng trước nguyên âm sau đóng u /u/, t /t/ và d /d/ tắc xát hoá, hợp nhất vào lần lượt cu /t͡su/ và zu /d͡zu/.[20][13]
3. ↑  Trong phương ngữ Utsuki, b /b/ ở giữa hai nguyên âm có tha âm [β].[21]
4. ↑  Âm vị s /s/ đã mất đi trong phương ngữ Utsuki, hợp nhất vào c /t͡s/.[22][23]
5. ↑  Khi s /s/ đứng sau phụ âm gấp đôi q, âm [t] chêm vào làm nó trở thành âm tắc xát [t͡s], kết quả là nó hợp nhất với qc [tt͡s].[24]
6. ↑  Khi h /h/ đứng trước nguyên âm sau đóng /u/, nó trở thành âm xát đôi môi [ɸ], còn khi được vòm hoá, nó là âm vòm [ç].[25]
7. ↑  Âm vị h trở thành p /p/ khi đứng sau phụ âm gấp đôi q, chẳng hạn, oq- (tiền tố nhấn mạnh) + hesowa "đẩy" → oqpesowa.[26]
8. ↑  Âm vị r /ɾ/ đã mất đi trong phương ngữ Utsuki, hợp nhất vào j /j/ hay biến mất, tuỳ vào môi trường ngữ âm.[27]
9. ↑  Như đã nói ở trên, phụ âm vòm hoá có thể được phân tích thành cụm phụ âm + /j/. Khi là phụ âm, /j/ không thể được vòm hoá (do nó đã là âm vòm sẵn rồi).[13]
10. ↑  Âm vị N hiện diện ở đuôi âm tiết. Giá trị ngữ âm cuối từ là [ŋ], nhưng khi đứng trước một âm mũi hay âm chặn ở giữa từ, vị trí phát âm của N đồng hoá vào vị trí phát âm của phụ âm kia.[28]
11. ↑  Âm vị q /Q/ thể hiện sự gấp đôi phụ âm đứng sau nó, ứng với điều mà kí tự hiragana っ ("つ nhỏ") làm trong tiếng Nhật. Tuy nhiên, khác với trong tiếng Nhật chuẩn, q không chỉ đứng trước âm chặn vô thanh mà còn đứng trước cả âm chặn hữu thanh.[29]

Giống mọi ngôn ngữ Nhật Bản, tiếng Hachijō có một hiện tượng biến đổi hình thái âm vị học gọi là rendaku, khi mà âm chặn vô thanh đầu từ trở nên hữu thanh trong từ ghép. Rendaku trong tiếng Hachijō như sau:
| Chưa qua rendaku | p | h | t | c | s | k |
| Qua Rendaku      | b | b | d | z | z | g |

## Ngữ pháp
Tiếng Hachijō giữ gìn nhiều đặc điểm từ tiếng Nhật Thượng đại, chính xác hơn là từ tiếng Nhật Thượng đại miền Đông, không hiện diện trong tiếng Nhật chuẩn hiện đại, ví dụ:
- Hình dung từ (形容詞 keiyōshi) có đuôi tính ngữ (attributive) -ke. (Khác với đuôi -ki1 tiếng Nhật Thượng đại miền Tây, -i tiếng Nhật chuẩn hiện đại.)
- Động từ phân biệt giữa chung chỉ hình (終止形 shūshikei) kết bằng -u với liên thể hình (連体形 rentaikei) đuôi -o.
- -ar- thể hiện sự tiếp diễn trong tiếng Nhật thượng đại miền Đông trở thành hậu tố -ar- đại khái chỉ thì quá khứ trong tiếng Hachijō. (Khác với -e1r- trong tiếng Nhật thượng đại miền Tây.)
- Hậu tố -unou thể hiện thức suy diễn là hậu thân của trợ động từ -unamu trong tiếng Nhật thượng đại miền Đông. (-uramu tiếng Nhật thượng đại miền Tây.)
- Động từ aru dùng được cho mọi chủ từ, không có sự phân biệt động-bất động (iru–aru) như tiếng Nhật trên đất liền.
- Cả ga và no đều có thể vừa trỏ chủ từ vừa thể hiện sở hữu cách.
- Từ "(cái) gì" là ani, thừa hưởng nguyên dạng từ tiếng Nhật thượng đại miền Đông. (Khác với nani tiếng Nhật Thượng đại miền Tây và tiếng Nhật chuẩn hiện đại)

## Từ vựng
Tiếng Hachijō lưu giữ một số cách diễn đạt, câu nói đã biến mất khỏi tiếng Nhật, chẳng hạn như magurerowa thay vì 気絶する kizetsu suru 'ngất, xỉu, bất tỉnh'. Tiếng Hachijō còn có một số từ vựng riêng có, ví dụ togirowa "mời, mời gọi, rủ", madara "bộ đồ đẹp nhất (mà một người có)". Hơn nữa, có những từ cũng có trong tiếng Nhật chuẩn, song mang ý nghĩa hay cách phát âm hơi khác:
| Tiếng Hachijō | Nghĩa              | Từ đồng nguyên trong tiếng Nhật            | Từ tiếng Nhật mang nghĩa tương đương |
| ------------- | ------------------ | ------------------------------------------ | ------------------------------------ |
| jama          | ruộng, đồng        | 山 yama "núi"                              | 畑 hatake                            |
| kowa-ke       | mệt, mệt mỏi       | 怖い kowai "đáng sợ"                       | 疲れる tsukareru "mệt"               |
| gomi          | củi                | ゴミ gomi "rác"                            | 薪 takigi                            |
| niku-ke       | xấu                | 憎い nikui "đáng ghét, đáng khinh"         | 醜い minikui                         |
| kamowa        | ăn                 | 噛む kamu "nhai, cắn"                      | 食べる taberu                        |
| oyako         | họ hàng, bà con    | 親子 oyako "cha mẹ con"                    | 親戚 shinseki                        |
| izimerowa     | la rầy, trách mắng | 苛める ijimeru "chọc ghẹo, bắt nạt"        | 叱る shikaru                         |
| heirowa       | hét, gào           | 吠える hoeru "sủa"                         | 叫ぶ sakebu                          |
| jadorowa      | ngủ                | 宿る yadoru "ở nhờ, qua đêm"               | 眠る nemuru, 寝る neru               |
| marubowa      | chết               | 転ぶ marobu "sụp, đổ"                      | 死ぬ shinu, 亡くなる nakunaru        |
| heqcogo       | rốn                | 臍 heso "rốn" + 子 ko "con, (từ giảm nhẹ)" | 臍 heso                              |